# Держава Чера
Держава Чера (சேரர்; приблизно 250-ті до н. е. — 1110-ті роки) — дравідійська держава на півдні Індостану зі столицею в Карур, яка вела тривалі війни за панування над півднем й центром сучасної Індії. У IX ст. була підкорена державою Чола.

## Історія
Держава Чера охоплювала теперішній район Малабара, Кочін, північні частини Траванкура. На західному узбережжі Чера мала два важливих порти — Музіріс (сучасний Кранганор) й Ваікарай, що були центрами зовнішньої торгівлі.
Найраніші згадки про Черу містяться в наказі Ашоки, який говорить про кералапутрів (синів Керали) як про незалежний народ, що мешкає на півдні. Є відомості про Чера в античній праці «Періпл», географічному творі Птолемея. Про перші роки держави мало відомостей. Тамільська література надає опис, що перебільшує звитяги володаря Сенгутувана, який начебто з військом досяг Гималаїв.
Приблизно наприкінці II ст. кералапутри опинилися під владою царства Чола. Втім вже у III ст. створюється перша держава Чера, яка в союзі з Пандьєю завдає поразки військам Чоли й здобуває незалежність. З цього моменту Чера захоплює значну частину західного узбережжя південного Індостану.
Втім у V ст. зазнає поразки від держави Кадамба. Черські володарі вимушені були визнати себе данниками. Надалі у 600-650-х роках підкоряється Чалук'я, у 650-780-х роках стає васалом Пандьї, на початку X ст. програє у боротьбі Чола й визнає її владу. В цей період владарює династія Перумалів. За її панування влада магараджів слабшає й стає номінальною, що погіршується зовнішньою окупацією. Водночас набуває свого розвитку зовнішня торгівля, у портах з'являються арабські купці, утворюються перші мусульманські громади.
У 1102 році спроба черських володарів відвоювати незалежність завершилася поразкою від військ Чола й падінням столиці Музіріса.
У 1110-х роках Чера остаточно розпадається внаслідок конфлікту правителя Рами Кулашекхари з впливовими брахманами. Спадкоємці Рами правлять на півдні колишньої Чери. Їх царство називалося Венда, було знищено внаслідок протистояння з Пандьєю та Делійським султанатом у 1310-х роках.